# J.P. Møller
 Der er flere personer med dette navn, se Jens Møller.
Jens Peter Møller (født 5. oktober 1783 i Faaborg, død 29. september 1854 København) var en dansk landskabsmaler og konservator. Selv om han tilhørte en anden generation, kom han i slutningen af sin karriere til at tilhøre guldalderen, idet han tilegnede sig tidens nye malemåde.

## Uddannelse
Møller var søn af pottemager Peder Larsen Møller og Jacobine født Due; blev født i Faaborg, men blev opdraget i Egernførde i Slesvig hos en slægtning, toldforvalter Hansen. Han blev malersvend i Slesvig by og kom derefter til København 1803 samtidig med C.W. Eckersberg, med hvem han sluttede et varigt venskab. På Kunstakademiet vandt han den lille sølvmedalje og var først elev af Nicolai Abildgaard, senere af C.A. Lorentzen, hos hvem han lagde sig efter landskabsmaleri. Prins Christian Frederik tog sig af ham, og et af hans første landskaber (1810) var et parti af Sorgenfri, hvor man i forgrunden så prinsen selv med to damer. 
Samtidig havde han bestemt sig for at lære at restaurere malerier, og det var for at uddanne sig heri, at han i 1810 fik rejsestipendium af Fonden ad usus publicos, til dels ved prinsens støtte. Da forholdene i Brüssel ikke tilfredsstillede ham, tog han til Paris, hvor han atter mødtes med Eckersberg og boede sammen med ham til 1813, da denne rejste til Rom og Møller ikke længe efter hjem.

## Karriere
I Paris havde han dels studeret sit tekniske fag, dels gjort landskabsstudier efter naturen og ved at kopiere f.eks. Claude Lorrain og Pijnacker. Akademiet agreerede ham på hans fremlagte arbejder, og efter opgaven et sjællandsk Landskab malede han derefter Parti fra Vordingborg med Udsigt over Møen, på hvilket han 1815 blev akademisk medlem. 
Allerede fra 1814 havde han været ansat som konservator ved Den Kongelige Malerisamling og var i nogle år tegnelærer for søkadetterne. Fra 1841 havde han tillige tilsynet med malerierne på de kongelige slotte. Hans eftersyn af en stor del af malerisamlingens billeder var ikke altid heldigt, idet han, hvad enten det skyldtes hans skole eller var ejendommeligt for ham selv, malede for meget i billederne. Dog fik han 1842 medaljen Ingenio et arti for en vanskelig restaurering af dronning Caroline Amalies portræt. Fra 1834 var han også konservator (inspektør) ved grev Carl Moltkes malerisamling.

## Karakteristik af hans kunst
Som landskabsmaler forstod han at finde smukke motiver både i udlandet, f.eks. Tyrol og Schweiz, og i hjemmet, men hans konventionelle behandling, især af løvet, skadede tit virkningen af et billedes smukke linjer og heldige belysning. Til Christiansborg Slot malede han 4 store landskaber fra Schweiz og Tyrol, hvori de 4 dagstider var fremstillet. Statens Museum for Kunst ejer otte billeder af ham, hvoraf Wetterhorn og Vejen ved Hammermøllen (nu på Kronborg) er de vigtigste. 
Møller var en samvittighedsfuld lærer for de yngre landskabsmalere; han fik ved Akademiet indført pengepræmier i landskabsfaget, og han overraskede datiden ved i sine ældre år, måske påvirket af den skole af yngre landskabsmalere, der fra hans vejledning havde søgt ud i den frie natur, selv at studere Jyllands ejendommelige hede- og klitnatur på første hånd og med en friskhed og naturlighed i fremstillingen, hvortil han, efter selve tidens krav, ikke havde vovet sig i sin ungdoms efter atelierets regler udførte arbejder. 
Møller havde 1814 ægtet sin plejesøster Anna Cathrine Margrethe Haase (født 1788), datter af kirurg Siegfried Christoph Andreas Haase og Charlotte Amalie født Brummerstädt. Han havde professor- og senere justitsrådstitel (1845), blev Ridder af Dannebrog 1829, Dannebrogsmand 1840 og døde 29. september 1854, medens hans enke overlevede ham til 1877.
Han er begravet på Garnisons Kirkegård.

## Billeder
| - Værker af Jens Peter Møller - Gråbrødre Torv efter Københavns bombardement (1807), malet 1808 - "En Prospect af Sorgenfrie Hauge over Fuglewads Mölle hen til Sellerød", ca. 1810 - Sydlandsk havneby i måneskin, 1811 - "En udsigt til Frislevs Mølle og Kirke, taget fra Bregentveds side", 1819 - Charlottenlund, 1920 - Udsigt mod København, 1821 - "Indkjørslen til Gjorslev", 1929 - Udsigt til Middelfart i Nærheden af Kongebroen, 1832 - Landskab ved Svendborg Sund, 1843 - Vandmølle i nærheden af Lykkesholm på Fyn, 1843 - Svendborg by, 1844 - Kysten ved Vordingborg med Gåsetårnet en tidlig morgen, 1848 - Klitterne ved Veilby, 1851 - Parti fra Viborg med udsigt mod domkirken Ml. 1801 og 1854 - Parti ved Bagsværd sø med Marienborg i baggrunden. Ml.1801 og 1854 - En maler siddende i klitterne ved Harboøre. Ml.1801 og 1854 - En sommerdag ved Badstuen og Frederiksborg Slot, i forgrunden "Fantasiøen", 1854 |